# Aiouea parvissima
Aiouea parvissima là loài thực vật có hoa trong họ Nguyệt quế. Loài này được (Lundell) Renner miêu tả khoa học đầu tiên năm 1982.